# Katrine De Candole

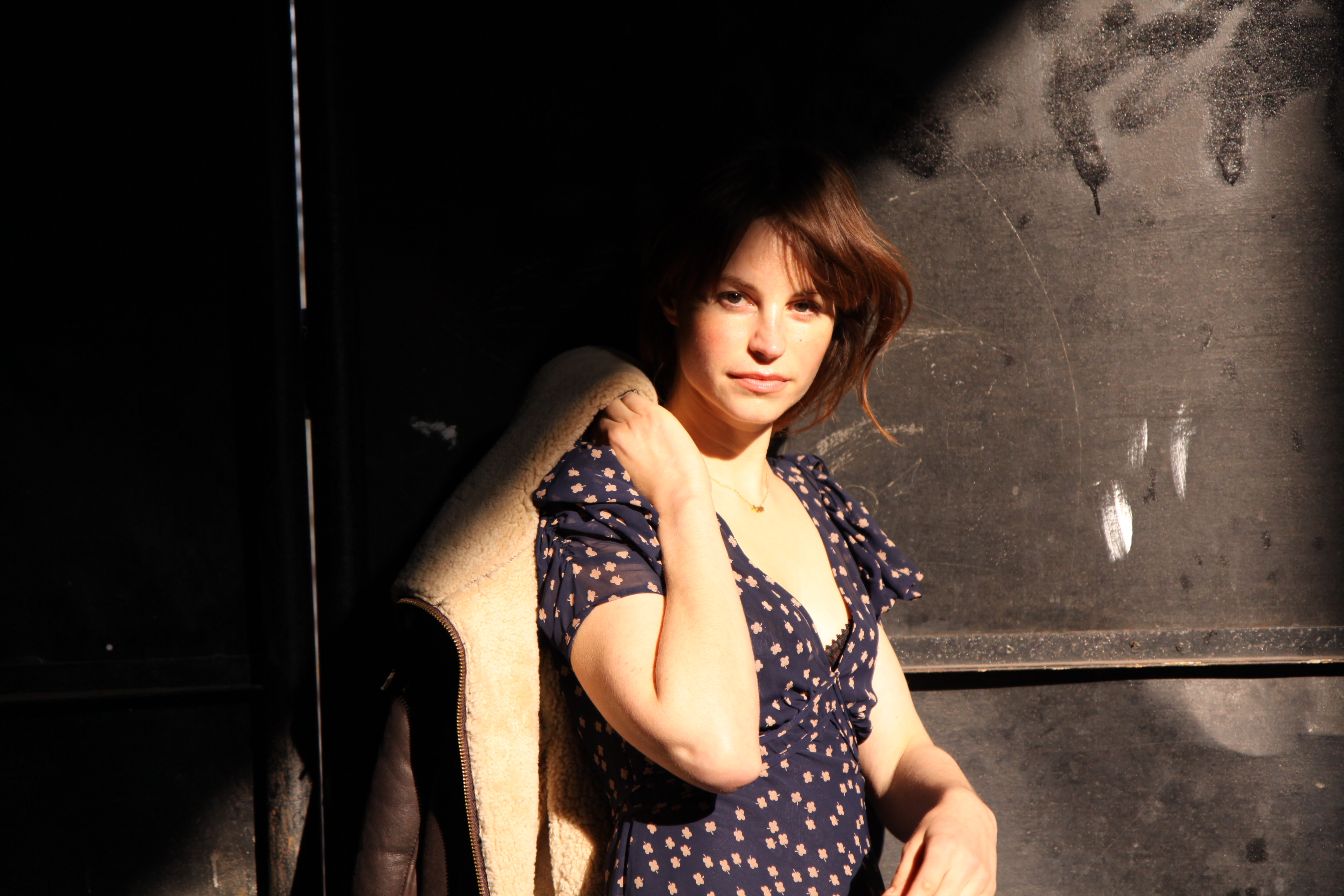
Katrine De Candole

Katrine De Candole (* 1985 in Erlangen, Mittelfranken) ist eine deutsche Schauspielerin. Sie begann ihre Karriere nach ihrem Studium in London mit Charakterdarstellungen in britischen Fernsehserien, später auch Spielfilme. Ab 2011 folgten Rollen für US-amerikanische Filmproduktionen, 2013 wirkte sie in spanischen Produktionen mit. Seit 2019 ist sie auch in Fernsehrollen in ihrem Geburtsland Deutschland zu sehen.

## Leben
De Candole wuchs mit Deutsch und Englisch als Muttersprache bilingual auf, dazu spricht sie fließend Französisch. Sie studierte von 2003 bis 2004 Schauspiel an der Webber Douglas Academy of Dramatic Art. Nach dessen Verschmelzung mit der Central School of Speech and Drama setzte sie dort ihr Schauspielstudium fort, das sie 2006 erfolgreich abschloss.
1998 war sie erstmals durch ihre Mitwirkung in Cher: Believe in einem Film zu sehen. 2003 spielte sie jeweils in einer Folge der britischen Fernsehserien Heartbeat und The Vice mit und war im selben Jahr in sechs Episoden als Bahuska Versotko in der Mini-Fernsehserie Between the Sheets zu sehen. 2005 wirkte sie in dem Musikvideo zum Song Lyla der Gruppe Oasis mit. Sie spielte im gleichen Jahr in der Fernsehserie Hex in der Rolle der Perie the Faerie mit. 2009 hatte sie eine Besetzung in einer Episode der Fernsehserie Casualty. 2010 verkörperte sie über zwei Episoden die Rolle der Amber Vickers in der Fernsehserie Emmerdale. 2011 folgten Nebenrollen in den Spielfilmen Love’s Kitchen – Ein Dessert zum Verlieben und X-Men: Erste Entscheidung. 2013 spielte sie im spanischen Film The Cosmonaut als Yulia eine der Hauptrollen und war im gleichen Jahr im dazugehörigen Serienableger The Cosmonaut: Transmedia Experience in 23 Episoden in der gleichen Rolle zu sehen. 2014 gehörte sie zur Besetzung der US-amerikanischen Fernsehserie Dominion. 2019 war sie in einer Episode der Fernsehserie SOKO Stuttgart zu sehen.

## Filmografie
- 1998: Cher: Believe
- 2003: Heartbeat (Fernsehserie, Episode 12x25)
- 2003: The Vice (Fernsehserie, Episode 5x06)
- 2003: Between the Sheets (Mini-Fernsehserie, 6 Episoden)
- 2004: Murphy’s Law (Fernsehserie, Episode 2x01)
- 2004: Making Waves (Fernsehserie, Episode 1x01)
- 2004: Top Buzzer (Fernsehserie, 3 Episoden)
- 2005: Casanova (Mini-Fernsehserie, Episode 1x01)
- 2005: Julian Fellowes Investigates: A Most Mysterious Murder (Fernsehserie, Episode 1x03)
- 2005: Hex (Fernsehserie, 4 Episoden)
- 2006: Fated
- 2007: Kingdom (Fernsehserie, Episode 1x02)
- 2009: Demons (Mini-Fernsehserie, Episode 1x04)
- 2009: City Rats
- 2009: Casualty (Fernsehserie, Episode 23x46)
- 2010: Outnumbered (Fernsehserie, Episode 3x02)
- 2010: Emmerdale (Fernsehserie, 2 Episoden)
- 2010: Any Human Heart – Eines Menschen Herz (Any Human Heart) (Mini-Fernsehserie, Episode 1x01)
- 2011: Aurelio Zen (Mini-Fernsehserie, Episode 1x01)
- 2011: Love’s Kitchen – Ein Dessert zum Verlieben (Love’s Kitchen)
- 2011: X-Men: Erste Entscheidung (X-Men: First Class)
- 2012: Lewis – Der Oxford Krimi (Lewis) (Fernsehserie, Episode 6x03)
- 2013: The Cosmonaut (El cosmonauta)
- 2013: The Cosmonaut: Transmedia Experience (Fernsehserie, 23 Episoden)
- 2014: Dominion (Fernsehserie, 4 Episoden)
- 2016: Crow – Rächer des Waldes (Crow)
- 2016: Lovesick (Fernsehserie, Episode 2x02)
- 2019: SOKO Stuttgart (Fernsehserie, Episode 10x16)
- 2019: MotherFatherSon (Mini-Fernsehserie, Episode 1x01)
- 2020: Blutige Anfänger (Fernsehserie, Episode 1x04)
- 2020: I Hate Suzie (Fernsehserie, Episode 1x07)
- 2020: Der Kommissar und die Wut (Fernsehfilm)